# Alles heeft ritme
Chansons représentant les Pays-Bas au Concours Eurovision de la chanson
Ik hou van jou
(1984) Rechtop in de wind
(1987)
Alles heeft ritme (en français Tout a du rythme) est la chanson représentant les Pays-Bas au Concours Eurovision de la chanson 1986. Elle est interprétée par le girls band Frizzle Sizzle (nl).

## Sélection
La chanson remporte le Nationaal Songfestival le 1er avril 1986 par le vote de douze jurys régionaux. Eenmaal jong, aussi interprétée lors du Nationaal Songfestival (5e du concours), sera la face B du 45-tours.
Par la suite, une version en anglais Everything has rhythm est enregistré et un clip tourné sur une plage.

## Eurovision
La chanson est la septième de la soirée, suivant Gleðibankinn, interprétée par ICY pour l'Islande, et précédant Halley, interprétée par Klips ve Onlar pour la Turquie.
À la fin des votes, la chanson obtient 40 points et finit à la treizième place sur vingt participants.

### Points attribués aux Pays-Bas
| 12 points | 10 points   | 8 points   | 7 points             | 6 points                        |
| --------- | ----------- | ---------- | -------------------- | ------------------------------- |
|           | - Allemagne | - Israël   | - Portugal - Turquie |                                 |
| 5 points  | 4 points    | 3 points   | 2 points             |                                 |
|           |             | - Finlande | - Yougoslavie        | - Chypre - Espagne - Luxembourg |

## Classement des ventes
| Classement (1986)  | Position |
| ------------------ | -------- |
| Nederlandse Top 40 | 21       |